# Armaucourt
Armaucourt é uma comuna francesa na região administrativa do Grande Leste, no departamento de Meurthe-et-Moselle. Estende-se por uma área de 3.72 km², e possui 232 habitantes, segundo o censo de 2018, com uma densidade de 62 hab/km².